# 大塘港水库
大塘港水库是中国浙江省宁波市象山县境内的一座水库，位于大塘港，建于1975年。水库正常库容为2650万立方米，集雨面积为134平方千米，海拔为1米。